# Heerlijkheid Rijckholt
Rijckholt (ook Richold genoemd) was een heerlijkheid binnen het Heilige Roomse Rijk, gelegen in de huidige Nederlandse provincie Limburg. De heerlijkheid was niet bij een kreits ingedeeld.

## Geschiedenis
Omstreeks 1150 werd de heerlijkheid Rijckholt afgesplitst van de heerlijkheid Wittem bij een deling van de bezittingen van de heren van Wittem. In de dertiende eeuw kwam de heerlijkheid aan Jan van Houffalize, heer van Bolland.
In 1434 kwam de heerlijkheid ten gevolge van een huwelijk aan Willem van Vlodrop. Voor 1485 verwierf het kapittel St Maarten te Luik rechten in de heerlijkheid. Op 1489 werd een Willem van Vlodrop, heer van Leuth door het kapittel beleend met Rijckholt. Zijn zonen verdeelden de vaderlijke bezittingen:
- Willem kreeg de heerlijkheid Rekem
- Balthasar kreeg de heerlijkheden Leuth en Rijckholt.

In 1496 verklaarden de schepenen van Rijckholt de heerlijkheid tot zonneleen.
Omdat de heer zich aan zijde van Willem van Oranje schaarde in zijn opstand tegen Filips II, werd de heerlijkheid in 1581 door Filips geconfisqueerd in zijn hoedanigheid van graaf van Dalhem. Pas in 1590 kreeg Willem van Vlodrop zijn bezit terug. In 1596 verkocht hij Rijckholt aan Herman van Lynden. In 1682 kocht de Luikse glasfabrikant Jean Maximiliaan de Bounam (1643-1718) de heerlijkheid. Hij woonde op het kasteel van Rijckholt. In 1691 werd hij tot rijksridder verheven door keizer Leopold I. In 1784 volgde de verheffing tot rijksvrijheer.
In 1797 werd de heerlijkheid ingelijfd bij Frankrijk als deel van het departement Nedermaas. Het Congres van Wenen voegde de voormalige heerlijkheid in 1815 bij het Verenigd Koninkrijk der Nederlanden.